# Arnsdorf, Bautzen
Arnsdorf är en kommun och ort i Landkreis Bautzen i förbundslandet Sachsen i Tyskland. Kommunen har cirka 5 000 invånare.